# Пастиор, Оскар
Оскар Пастиор (нем. Oskar Pastior; 20 октября 1927, Германштадт, Румыния, — 4 октября 2006, Франкфурт-на-Майне, Германия) — немецкий поэт.

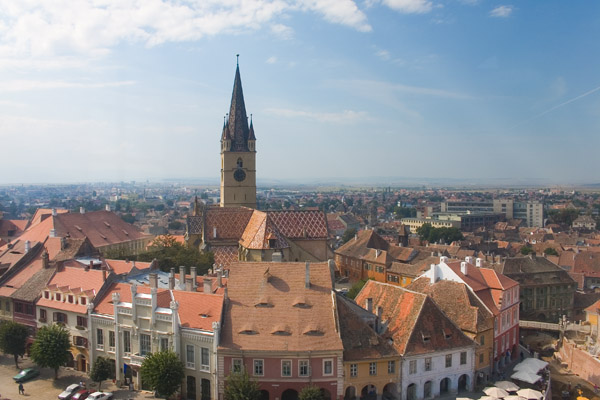
Сибиу (Германштадт)

## Биография
Происходил из семьи трансильванских немцев. После занятия Румынии Советской армией был в 1945 году как этнический немец депортирован в советский трудовой лагерь на территории Донбасса. В 1949 году вернулся на родину, изучал германистику в Бухарестском университете. По окончании университета работал редактором немецких передач румынского радио (для немецкого меньшинства в Румынии), в 1964 году опубликовал первую книгу стихов.
В 1968 году получил стипендию в Вене и решил не возвращаться в Румынию. С 1969 года жил в Западном Берлине.

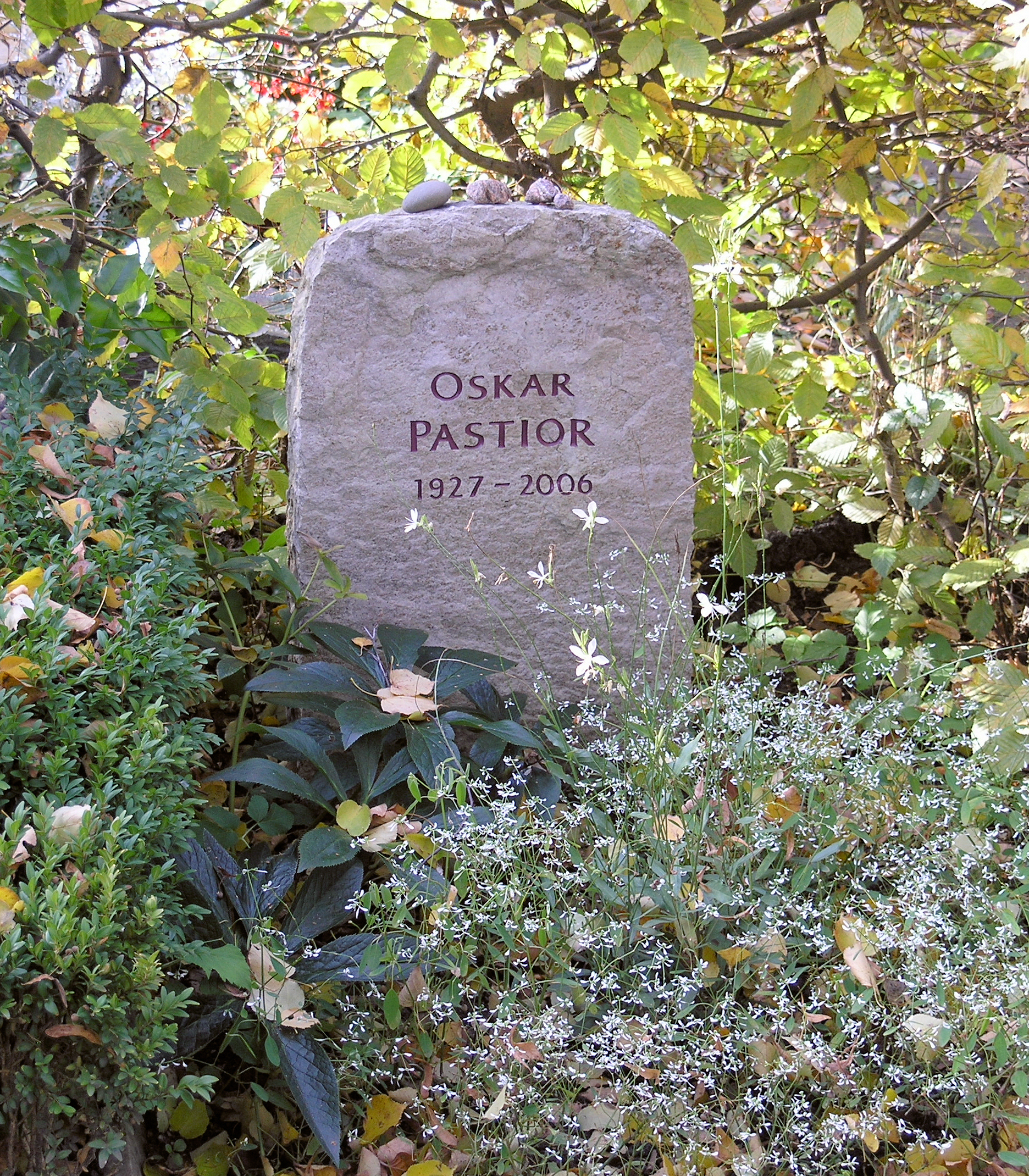
Могила Оскара Пастиора на кладбище в Берлине

Как стало известно в 2010, Оскар Пастиор, несколько лет находившийся под наблюдением румынской тайной полиции, в 1961 сам стал её осведомителем и был им до отъезда в Австрию в 1968 ().

## Творчество
Особый интерес Пастиор испытывал к различным игровым поэтическим формам: палиндромам, анаграммам и т. п. В связи с этим интересом он в 1992 году вступил в литературную группу «УЛИПО», став её единственным германским участником.
Помимо собственных стихов, Пастиору принадлежат также многочисленные переводы на немецкий язык румынской поэзии, в широком диапазоне от Михая Эминеску и Джордже Кошбука до Урмуза и Тристана Тцара. Пастиор переводил и с других языков, в том числе произведения Гертруды Стайн и стихи Велимира Хлебникова.
В последние годы вместе с Гертой Мюллер работал над книгой о принудительном труде румынских немцев в СССР (роман «Качели дыхания» был закончен Г. Мюллер уже после смерти соавтора).

## Признание
Пастиор был одним из наиболее известных немецких поэтов своего поколения, лауреатом ряда престижных премий, в том числе премии Марбургского университета (1980), премии Хуго Балля (1990), премии Петера Хухеля (2001), премии Эриха Фрида (2002), премии Георга Бюхнера (2006).